# Johannes Buxtorf le Jeune
Pour les articles homonymes, voir Buxtorf.
Johannes Buxtorf le Jeune, né à Bâle le 13 août 1599 et mort dans la même ville le 16 août 1664, est un hébraïsant, fils de Johannes Buxtorf.

## Biographie
Il fait ses études à l'Université de Bâle et est diplômé en décembre 1615 d'une Maîtrise universitaire ès lettres. Diacre (1627), il remplace son père à la chaire d'Hébreu en 1630.

## Publications
- Lexicon chaldaicum et syriacum, 1622
- De Linguæ Hebraicæ Origine et Antiquitate, 1644
- Florilegium Hebraicum Continens Elegantes Sentencias, Proverbia, Apophthegmata: ex Optimis Quibusque Maxime vero Priscis Hebræorum Scriptoribus Collectum et . . . Alphabetice Dispositum, 1648
- Tractatus de punctorum origine, antiquitate, et authoritate, oppositus Arcano puntationis revelato Ludovici Cappelli, 1648
- Anticritica seu vindiciae veritatis hebraicae: adversus Lud. Cappelli criticam quam vocat sacram eiusque defensionem, 1653